# Epiphragma trichomerum
Epiphragma trichomerum là một loài ruồi trong họ Limoniidae. Chúng phân bố ở miền Cổ bắc.